# Gaetano Arfé
Pour les articles homonymes, voir Arfe.
Gaetano Arfé, né le 12 novembre 1925 à Somma Vesuviana, mort le 13 septembre 2007 à Naples, est un homme politique, journaliste universitaire et historien italien.

## Biographie
Gaetano Arfé est diplômé en lettres et philosophie à l'Université de Naples en 1948 et se spécialise en histoire auprès de l'Institut italien d’études historiques présidé par Benedetto Croce.
En 1944 il participe aux actions de la Résistance dans la Valteline dans le groupe Giustizia e Libertà. L'année suivante, il s'inscrit au Parti socialiste italien où il restera jusqu'en 1985.
Dans les années 1950, alors qu'il est fonctionnaire aux Archives d'État de Naples, il participe à une manifestation pour la paix organisée par « Gioventù meridionale » avec l'appui du PCI, et pour cela il est muté d'autorité à Florence, où il entre en contact avec les éditeurs de la revue Il Ponte et avec des antifascistes parmi lesquels Romano Bilenchi, directeur de « Nuovo Corriere », Delio Cantimori, Cesare Luporini, Piero Calamandrei et Tristano Codignola. Il collabore avec Gaetano Salvemini à la récolte des écrits sur la question méridionale.
En 1965, Gaetano Arfé est professeur d'histoire contemporaine dans les universités de Bari et Salerne. En 1973, il devient titulaire de la chaire d'« Histoire des partis et des mouvements politiques » de la Faculté de Science Politique de l'Université de Florence.
De 1959 à 1971, il est codirecteur de la revue socialiste Monde Ouvrier (Mondo Operaio), et à partir de 1966 il devient le directeur du  quotidien socialiste Avanti!, dont il restera à la directeur pendant dix ans. En raison des enquêtes sur les « trame nere » publiées sur le journal qu'il dirige, Arfé est victime d'un attentat terroriste, le 2 avril 1975 qui dévaste son habitation  et blesse trois personnes.
Au sein du PSI, il fait partie du comité central et de la direction du parti de 1957 a 1982; en 1972 il est élu sénateur dans le collège de Parme, et il occupe le rôle de vice-président de la  « Commission instructions » puis de la « Commission extérieurs. »
En 1976 il est élu député dans le collège de Parme-Modène-Reggio-Plaisance; il siège dans la « Commission affaires constitutionnelles » et il représente le groupe socialiste dans les négociations sur le Concordat.
En 1979 il est élu député au Parlement européen dans le collège Nord-Est sur une liste du Parti socialiste italien : il est rapporteur sur le thème de la politique télévisuelle européenne et promeut la « charte des droits de minorités ethniques et linguistiques. » Il est membre de la commission pour la jeunesse, la culture, l'éducation, l'information et le sport et de la délégation au comité mixte Parlement européen/Assemblée de la République du Portugal.
Il adhère au groupe parlementaire du Parti socialiste européen.
La Résolution du parlement européen en faveur de la tutelle des minorités ethniques et linguistiques est approuvé le 16 octobre 1981, et est connu sous le nom de « Résolution Arfè. »
En 1987, il quitte le parti et est élu sénateur dans le collège de Rimini comme personnalité indépendante sur la liste du PCI.
Il meurt à Naples le 13 septembre 2007, à l'âge de 81 ans.

## Publications
- Storia dell'Avanti! (1958)
- Storia del socialismo italiano 1892-1926 (1965)
- Storia delle idee politiche economiche e sociali (1972) (publié en 5 volumes, sur l'âge de la révolution industrielle)
- La questione socialista (1986) (dans ce texte il motive sa sortie du PSI lorsque Bettino Craxi en était encore le secrétaire)

Nombreux écrits et interventions sur des personnages et des thèmes d'histoire des mouvements politiques et sur Justice et Liberté, sur l'anarchisme et sur des personnages de l'histoire du mouvement ouvrier.

## À noter
- Il apparait dans le film Don Milani de 1976 dirigé par Ivan Angeli, jouant son propre rôle.